# (10663) Schwarzwald
(10663) Schwarzwald (4283 T-2) – planetoida z pasa głównego asteroid okrążająca Słońce w ciągu 5 lat i 260 dni w średniej odległości 3,19 j.a. Została odkryta 29 września 1973 roku.